# Svenska Infektionsläkarföreningen
Svenska Infektionsläkarföreningen (SILF) bildades 1948 med namnet Svenska Epidemiologföreningen, vilket byttes 1960 till Svenska Infektionsläkarföreningen. Föreningen utgör Svenska Läkaresällskapets sektion och Sveriges Läkarförbunds specialitetsförening inom ämnesområdet infektionssjukdomar.
En proposition hade antagits av riksdagen 1947 med innebörden att inom varje län borde det finnas ett epidemisjukhus med kvalificerad vård och helst vara sjukhusanslutet och med behörig epidemisjukhusläkare, vilket stärkte behovet av en yrkesförening. Föreningen konstituerades i november 1948 av ett tiotal deltagande epidemisjukhuslälkare. Stockholmsöverläkarna Justus Ström, som valdes till ordförande med Jonas Lindahl som blev föreningens sekreterare var grunden i första styrelsen. Under närmaste åren hade föreningen cirka 20 medlemmar.
Enligt de första stadgarna skulle föreningen "befordra såväl hälso- som sjukvårdens ändamålsenliga utveckling som medlemmarnas vetenskapliga intressen inom sitt speciella område samt tillvarata medlemmarnas sociala och ekonomiska intressen". Namnet "Epidemiologföreningen" grundades på att vid denna tid var epidemiologi liktydigt med läran om epidemiska sjukdomar, det vill säga smittsamma sjukdomar, särskilt de som kunde orsaka utbrott och epidemier. Snart kom epidemiologbegreppet att vidgas till att avse generellt om sjukdomars utbredning, orsaker och förlopp. Därför framgår av föreningsprotokollen redan på 1950-talet, att det fanns önskemål om namnbyte och 1960 ändrades föreningens namn till Svenska Infektionsläkarföreningen.
Ur föreningens stadgar framgår att föreningen utgör Svenska Läkaresällskapets sektion och Sveriges Läkarförbunds specialitetsförening inom ämnesområdet infektionssjukdomar och svarar för området visavi dessa båda. Föreningen vänder sig främst till läkare, som i huvudsak är verksamma inom området. För att bli ordinarie medlem skall den sökande ha svensk läkarlegitimation och i huvudsak vara verksam inom ämnesområdet infektionssjukdomar. Till associerad medlem kan antas medlemmar i någon annan sektion inom Läkarsällskapet liksom personer som inte är läkare men verksamma inom infektionsämnesområdet. För associerade medlemmar finns begränsningar för deltagande i vissa avseenden, exempelvis i fackliga frågor.